# Amblyomma eburneum
Amblyomma eburneum  (лат.) — вид клещей рода Amblyomma из семейства Ixodidae. Африка: Кения, Танзания, Руанда, Заир, Мозамбик. Паразитируют на пресмыкающихся, главным образом, на буйволе Syncerus caffer, но также и на других диких животных и домашнем рогатом скоте. Хозяева личинок неизвестны. У самцов спинной жесткий щиток прикрывает все тело, у самок треть.